# Nhân sự Hội đồng nhân dân Thành phố Hồ Chí Minh khóa X (2021–2026)
Nhân sự Hội đồng nhân dân Thành phố Hồ Chí Minh khóa X (2021-2026) gồm 94 đại biểu.

## Tổng quan
Ngày bầu cử Quốc hội và Hội đồng nhân dân cả nước là 23 tháng 5 năm 2021.
TP.HCM có 158 ứng cử viên đại biểu HĐND khóa X, chia làm 32 đơn vị bầu cử, để bầu ra 95 đại biểu.
Ngày 1 tháng 6 năm 2021, Ủy ban bầu cử đại biểu Quốc hội và HĐND TP.HCM đã công bố danh sách 94 người trúng cử đại biểu HĐND TP nhiệm kỳ 2021-2026. Số đại biểu trúng cử là 94 người, khuyết 1 người so với quy định vì đơn vị bầu cử số 32 (huyện Nhà Bè) có 3 ứng cử viên có tỉ lệ phiếu bầu dưới 50%.
Trong danh sách có 41 đại biểu nữ, ngoài Đảng: 4 người, dưới 35 tuổi: 3 người, 35-40 tuổi: 17 người, dân tộc thiểu số: 1 người, tôn giáo: 3 người, tái cử: 45 người, tự ứng cử: 1 người.
Về trình độ, có 78 người có trình độ trên đại học và 16 người có trình độ đại học.

## Thường trực Hội đồng nhân dân
| Chức vụ      | Họ và tên |
| ------------ | --------- |
| Chủ tịch     |           |
| Phó Chủ tịch |           |
| Phó Chủ tịch |           |

## Các Ban Hội đồng nhân dân

### Ban Pháp chế
| Chức vụ        | Họ và tên |
| -------------- | --------- |
| Trưởng ban     |           |
| Phó trưởng ban |           |
| Phó trưởng ban |           |

### Ban Kinh tế-Ngân sách
| Chức vụ        | Họ và tên |
| -------------- | --------- |
| Trưởng ban     |           |
| Phó trưởng ban |           |
| Phó trưởng ban |           |

### Ban Văn hóa-Xã hội
| Chức vụ        | Họ và tên |
| -------------- | --------- |
| Trưởng ban     |           |
| Phó trưởng ban |           |
| Phó trưởng ban |           |

### Ban Đô thị
| Chức vụ        | Họ và tên |
| -------------- | --------- |
| Trưởng ban     |           |
| Phó trưởng ban |           |
| Phó trưởng ban |           |

### Chánh Văn phòng
| Chức vụ             | Họ và tên |
| ------------------- | --------- |
| Chánh Văn phòng     |           |
| Phó Chánh Văn phòng |           |

## Danh sách đại biểu HĐND
(Xếp theo thứ tự ABC, với chức vụ lúc được bầu)
1. Phạm Quỳnh Anh - Trưởng ban Pháp chế HĐND TP
2. Trần Văn Bảy - Phó giám đốc Sở Tài nguyên và Môi trường
3. Cao Thanh Bình - Chánh Văn phòng Đoàn đại biểu Quốc hội và HĐND TP
4. Đoàn Thị Ngọc Cẩm - Phó bí thư thường trực Huyện ủy Cần Giờ
5. Tô Thị Bích Châu - Chủ tịch Ủy ban MTTQ Việt Nam TP.HCM
6. Trần Hoàng Danh - Bí thư Quận ủy quận 12
7. Đặng Trần Trúc Dao - Chủ tịch Hội Liên hiệp Phụ nữ huyện Hóc Môn
8. Nguyễn Thị Thanh Diệu - Phó chủ tịch Hội Liên hiệp Phụ nữ huyện Củ Chi
9. Nguyễn Thị Kim Dung - Phó bí thư thường trực Huyện ủy Bình Chánh
10. Trần Ngọc Dung - Bí thư Đảng ủy xã Vĩnh Lộc A, huyện Bình Chánh
11. Nguyễn Văn Dũng - Phó chủ tịch HĐND TP
12. Nguyễn Văn Đạt - Phó trưởng ban Văn hóa-Xã hội HĐND TP
13. Huỳnh Khắc Điệp - Chánh Văn phòng Thành ủy TP.HCM
14. Dương Anh Đức - Phó chủ tịch UBND TP
15. Lê Minh Đức - Phó trưởng ban Pháp chế HĐND TP
16. Trần Nam Đức - Phó chủ tịch Ủy ban MTTQ Việt Nam quận 5
17. Lê Hoàng Hà - Bí thư Quận ủy quận Tân Bình
18. Phạm Thị Hồng Hà - Giám đốc Sở Tài chính
19. Phạm Thị Thu Hà - Phó chánh án Tòa án nhân dân TP.HCM
20. Nguyễn Hồ Hải - Phó bí thư Thành ủy TP.HCM
21. Đào Thị Hồng Hạnh - Trưởng phòng Lao động - Thương binh và Xã hội quận Gò Vấp
22. Phạm Thị Thanh Hiền - Phó chủ tịch UBND huyện Củ Chi
23. Nguyễn Đức Hiếu - Chủ tịch UBND phường 14, quận Tân Bình
24. Lê Trương Hải Hiếu - Chủ tịch UBND quận 12
25. Nguyễn Kim Hiếu - Phó trưởng ban Tuyên giáo Quận ủy Gò Vấp
26. Nguyễn Văn Hiếu - Phó giám đốc Sở Giáo dục và Đào tạo
27. Nguyễn Thị Ánh Hoa - Giám đốc Sở Du lịch
28. Trần Thị Phương Hoa - Phó chủ tịch Hội Liên hiệp Phụ nữ TP
29. Lê Thị Kim Hồng - Bí thư Quận ủy quận Tân Phú
30. Nguyễn Thị Minh Hồng - Bí thư Thành đoàn TP Thủ Đức
31. Huỳnh Ngọc Nữ Phương Hồng - Phó bí thư thường trực Quận ủy quận 5
32. Huỳnh Thanh Hùng - Phó chủ tịch thường trực HĐND quận Bình Tân
33. Nguyễn Phước Hưng - Chủ tịch HĐND TP Thủ Đức
34. Trương Thị Mai Hương - Phó viện trưởng Viện Nghiên cứu phát triển TP.HCM
35. Phạm Thị Thanh Hương - Chủ tịch UBND phường Tân Sơn Nhì, quận Tân Phú
36. Phạm Đăng Khoa - Quận ủy viên quận 3
37. Phan Nguyễn Như Khuê - Trưởng ban Tuyên giáo Thành ủy TP.HCM
38. Trần Văn Khuyên - Bí thư Huyện ủy Hóc Môn
39. Phạm Thành Kiên - Bí thư Quận ủy quận 3
40. Trương Quốc Lâm - Bí thư Quận ủy quận 11
41. Lê Thị Trúc Lâm - Bí thư Đảng ủy phường Trung Mỹ Tây, quận 12
42. Nguyễn Thị Lệ - Chủ tịch HĐND TP.HCM
43. Thái Thị Bích Liên - Bí thư Quận ủy quận 4
44. Nguyễn Thị Bạch Mai - Phó trưởng ban thường trực Ban Dân vận Thành ủy TP.HCM
45. Trần Văn Nam - Bí thư Huyện ủy Bình Chánh
46. Nguyễn Thị Nga - Trưởng ban Tuyên giáo Liên đoàn Lao động TP.HCM
47. Hoàng Thị Tố Nga - Phó bí thư thường trực Quận ủy quận 1
48. Trương Lê Mỹ Ngọc - Phó trưởng ban Kinh tế-Ngân sách HĐND TP
49. Trần Thị Hồng Nguyệt - Trưởng phòng dân vận của hệ thống chính trị, Ban Dân vận Thành ủy TP.HCM
50. Đinh Thanh Nhàn - Phó giám đốc Công an TP.HCM
51. Dương Hồng Nhân - Chủ tịch Hội đồng thành viên Tổng công ty Cấp nước Sài Gòn - TNHH MTV
52. Huỳnh Thanh Nhân - Giám đốc Sở Nội vụ
53. Nguyễn Thị Hồng Nhung - Chủ tịch Liên đoàn Lao động TP Thủ Đức
54. Nguyễn Minh Nhựt - Phó trưởng ban Đô thị HĐND TP
55. Nguyễn Tấn Phát - Giám đốc Học viện Cán bộ TP.HCM
56. Tăng Hữu Phong - Trưởng ban Văn hóa-Xã hội HĐND TP
57. Nguyễn Thành Phong - Chủ tịch UBND TP.HCM
58. Triệu Đỗ Hồng Phước - Chủ tịch UBND huyện Nhà Bè
59. Nguyễn Văn Phước - Chủ tịch Liên hiệp các Hội Khoa học và Kỹ thuật TP.HCM
60. Huỳnh Văn Phương (Thượng tọa Thích Thiện Quý) - Phó trưởng ban Trị sự Giáo hội Phật giáo Việt Nam TP.HCM
61. Vương Đức Hoàng Quân - Bí thư Đảng ủy Trường Đại học Tôn Đức Thắng
62. Đỗ Thị Minh Quân - Phó chủ tịch HĐND quận Bình Thạnh
63. Phạm Văn Rậm - Phó tư lệnh Bộ Tư lệnh TP.HCM
64. Phạm Hồng Sơn - Bí thư Quận ủy quận Phú Nhuận
65. Võ Khắc Thái - Bí thư Quận ủy quận 7
66. Huỳnh Hồng Thanh - Phó trưởng ban Quản lý đường sắt đô thị TP.HCM
67. Lê Thị Ngọc Thanh - Phó chủ tịch HĐND quận 12
68. Châu Trương Hoàng Thảo - Phó bí thư Quận Đoàn quận 6
69. Trần Quang Thắng - Viện trưởng Viện Kinh tế và quản lý TP.HCM
70. Phan Thị Thắng - Phó chủ tịch UBND TP.HCM
71. Nguyễn Toàn Thắng - Giám đốc Sở Tài nguyên và Môi trường
72. Lê Văn Thinh - Chủ tịch HĐND quận Bình Tân
73. Lê Thị Kim Thúy - Phó chủ tịch Liên đoàn Lao động TP.HCM
74. Nguyễn Văn Thưởng (Thượng tọa Thích Minh Thành) - Phó viện trưởng Viện Nghiên cứu Phật học Việt Nam
75. Tăng Chí Thượng - Phó giám đốc Sở Y tế TP
76. Nguyễn Văn Tiến - Phó chính ủy Bộ đội Biên phòng TP.HCM
77. Đặng Quốc Toàn - Bí thư Quận ủy quận 10
78. Trần Thanh Trà - Phó trưởng ban Nội chính Thành ủy TP.HCM
79. Nguyễn Trần Phượng Trân - Chủ tịch Hội Liên hiệp Phụ nữ TP.HCM
80. Võ Thị Trung Trinh - Phó giám đốc Sở Thông tin và Truyền thông
81. Nguyễn Thị Thanh Trúc - chuyên viên Văn phòng Đoàn đại biểu Quốc hội và HĐND TP.HCM
82. Nguyễn Thị Việt Tú - Phó trưởng phòng Đào tạo Trường Đại học Quốc tế
83. Ngô Thành Tuấn - Bí thư Quận ủy quận 8
84. Vũ Ngọc Tuất - Bí thư Quận ủy, Chủ tịch HĐND quận Bình Thạnh
85. Hoàng Tùng - Chủ tịch UBND TP Thủ Đức
86. Huỳnh Đặng Hà Tuyên - Chủ tịch Hội Liên hiệp Phụ nữ quận Bình Tân
87. Hoàng Thị Diễm Tuyết - Giám đốc Bệnh viện Hùng Vương
88. Nguyễn Thị Thanh Vân - Trưởng ban Đô thị HĐND TP
89. Lê Xuân Viên - chuyên viên Phòng công tác HĐND thuộc Văn phòng Đoàn đại biểu Quốc hội và HĐND TP
90. Trần Quang Vinh (Linh mục Martinô Trần Quang Vinh) - Chánh xứ Giáo xứ Tắc Rỗi
91. Bùi Tá Hoàng Vũ - Giám đốc Sở Công thương
92. Huỳnh Thị Kim Xuyến - Phó chủ tịch Hội Nông dân TP
93. Nguyễn Thị Như Ý - Chánh văn phòng HĐND và UBND quận Phú Nhuận
94. Trần Hải Yến - Phó trưởng ban Văn hóa-Xã hội HĐND TP